# Acanthodoxus
Acanthodoxus es un género de escarabajos longicornios de la tribu Acanthocinini.

## Especies
- Acanthodoxus delta Martins & Monné, 1974
- Acanthodoxus machacalis Martins & Monné, 1974